# Цветкова, Любовь Семёновна
Цветко́ва, Любо́вь Семёновна (21 марта 1929 — 15 июня 2016) — советский и российский психолог, специалист в области нейропсихологии. Доктор психологических наук (1970), профессор (1976) по кафедре нейро- и патопсихологии факультета психологии МГУ. Заслуженный профессор МГУ (1999).

## Биография
Родилась 21 марта 1929 г. в Москве в рабочей семье, имеет брата и двух сестер. Отец — Цветков Семен Иванович (1893—1947), из крестьянской семьи, рабочий. Мать — Цветкова Мария Родионовна (1902—1994), из купеческой семьи, домохозяйка. В 1947 г. Л. С. Цветкова окончила московскую женскую среднюю школу № 248, в 1948 г. поступила на психологическое отделение философского факультета МГУ им. М. В. Ломоносова, и в 1953 году, под руководством А. В. Запорожец, с отличием защитила диплом. Цветкова продолжила традиции своего учителя — профессора А. Р. Лурия, и под его же руководством выполнена кандидатская диссертация «Психологический анализ восстановления речевых функций после локальных поражений мозга» (1962), а в 1966 выходит их совместная монография «Нейропсихологический анализ решения задач». В период учёбы Ц. участвовала в работе научного студенческого общества, начиная с 3-го курса, а также работала в кружках «Методология психологии» (рук. доц. Н. А. Мансуров), «Физиология психологии» (рук. проф. С. В. Кравков), «Детская психология» (рук. проф. А. В. Запорожец). Университетские товарищи-сокурсники: Л.Греков, Ю.Карякин, В.Давыдов, Н.Данилова, В.Зинченко, Л.Кобыща, Ш.Мамардашвили, Н.Непомнящая, О.Овчинникова, И.Фролов и др. Одновременно с работой на фак-те психологии МГУ с 1998 г. Цветкова Л. С. работала по совместительству в Московском психолого-социальном институте в качестве зав. кафедрой клинической психологии и руководителя Центра интеллектуального развития ребёнка.
Занималась изучением психологических и нейропсихологических закономерностей нарушения высших психических функций при локальных поражениях мозга, связи психических процессов с мозгом (Цветкова, 1990). Докторскую диссертацию на тему «Восстановительное обучение при локальных поражениях мозга» защищает в 1969, и за эту работу удостаивается звания Лауреата Ломоносовской премии МГУ за 1973 год. Разрабатывала научные основы восстановления психических функций и восстановительного обучения, вела поиск методов его научного обоснования, а также исследовала нейропсихологические и психологические аспекты управления процессом обучения больных. Читала лекции в МГУ, на дефектологическом факультете МГПУ, а также в ряде зарубежных университетов (Польша, Финляндия, Венгрия, Бельгия, ГДР, Дания, Чехословакия, Болгария, Мексика) по дисциплинам: «Нейропсихология», «Восстановление высших психических функций при локальных поражениях мозга» и др. Под её руководством защищено 25 кандидатских диссертаций. Общее количество научных публикаций более 220, из них 16 монографий и учебников изданы за рубежом (Франция, Испания, США, ФРГ, Финляндия, Куба и др.).
Имеет медаль почетного профессора университета г. Хельсинки (Финляндия). Ушла из жизни 16 июня 2016 г. после продолжительной болезни.

## Научная деятельность
Л. С. Цветкова продолжила традиции своего учителя — профессора А. Р. Лурия, занималась изучением психологических и нейропсихологических закономерностей нарушения высших психических функций при локальных поражениях мозга, связи психических процессов с мозгом. Разрабатывала научные основы восстановления психических функций и восстановительного обучения, вела поиск методов его научного обоснования, а также исследовала нейропсихологические и психологические аспекты управления процессом восстановительного обучения больных.

## Научный вклад
Л. С. Цветкова расширила и углубила понимание феномена афазии, существенно обогатила базу клинический наблюдений и подробно описала его проявления. Исследовательница показала, что при афазии дезорганизуются как сенсомоторные и лингвистические аспекты речи, так и измерение личностно-социальной деятельности. Притом, в первом случае проявления афазии обнаруживаются комплексно, затрагивая всю психическую сферу субъекта (сенсомоторный и лексико-семантический уровни), во втором — изменения затрагивают внешний (обращение к другому) и внутренний (обращение к самому себе) аспект коммуникативной функции, нарушая её. Автор подчеркивает, что при вышеуказанных проявлениях афазии, у субъекта наблюдаются значительные затруднения в процессах порождения и понимания речи. Однако стоит отметить, что в отличие от распространенного рассмотрения афазии как дефектного явления, теоретический взгляд Л. С. Цветковой на патологический смысл афазии сводит её к спонтанной компенсации нарушения:
«Если речь в норме является целостным интегративным актом работы мозга и его функциональной системой как высшей формой интеграции, то афазия, возможно, является тоже интегративным, но новым патологическим целым, сформировавшимся на основе компенсаторных механизмов.»
И далее:
«…если афазия — это не дефект, а компенсация, то она проявляется в своих специфических формах на всех уровнях организации речи»
Подобное решение, являясь передовым, позволило существенно продвинуться в клинической практике:
«Нередки случаи, когда в специальной литературе (а также и в практике обучения) анализ и разработка методики восстановительного обучения при нарушении той или иной функции подменяется общим планом обучения больных. Эти методы в лучшем случае могут ответить лишь на вопрос: „Что должен делать больной в каждом данном случае?“ — но на вопрос: „Как больной может достичь нужного эффекта?“ — известные нам из литературы методы в большинстве случаев не отвечают. Они идут, как правило, от внешнего симптома, не от природы и механизма.„
Отдельного упоминания заслуживает вклад Л. С. Цветковой (совместно с учениками и коллегами) в разработку принципов восстановительного обучения (условное деление — психофизиологические, психологические и психолого-педагогические). Эти принципы (например, психофизиологические):
“…внедрены в широкую практику и показали эффективность.»
1. принцип квалификации дефекта. Поражения различных участков мозга могут приводить к нарушению одной и той же психической функции, однако механизмы нарушения всякий раз будут разными и будут зависеть от топики поражения мозга;
2. …использование сохранных анализаторных систем (афферентации) в качестве опоры при обучении;
3. …создание новых функциональных систем, включающих в работу другие звенья на основе новых афферентации, не принимавших прежде прямого участия в отправлении пострадавшей функции. Включение других звеньев заново конструирует новую функциональную систему;
4. …учёт наличия разных уровней организации функциональной системы, на которых может быть реализована пострадавшая функция;
5. …психические функции, как при формировании, так и в их осуществлении находятся в тесном взаимодействии. Речь же взаимодействует со всеми психическими процессами. Учёт этого положения и опора на сохранные психические функции, взаимодействующие с пострадавшей, является также важным принципом восстановительного обучения;
6. принцип контроля. Этот принцип, введенный П. К. Анохиным, Н. А. Бернштейном и А. Р. Лурией, основан на положении, что лишь постоянный поток обратной сигнализации обеспечивает слияние выполняемого действия с исходным намерением и своевременную коррекцию допускаемых ошибок. Отсюда становится понятным использование ряда средств (магнитофон, зеркало, указания педагога на успешность выполнения задания и др.)[6].

## Основные публикации
- Цветкова Л. С., Цветков А. В. Произвольный и непроизвольный уровни структуры и протекания психических процессов в восстановительном обучении // Вестник МГУ. Серия 14. Психология. — 2012. — № 2. — С. 112—115.
- Цветкова Л. С., Цветков А. В. Проблема фактора в нейропсихологии детского возраста // Вопросы психологии. — 2008. — № 6. — С. 57-65.
- Цветкова Л. С., Цветков А. В. Проблема синдрома в нейропсихологии детского возраста // Вопросы психологии. — 2009. — № 2. — С. 164—170.
- Нейропсихологический анализ решения задач. Нарушение процесса решения задач при локальных поражениях мозга. М., 1966 (в соавт. с А. Р. Лурия).
- Восстановительное обучение при локальных поражениях мозга. М., 1972.
- Нарушение и восстановление счета. (При локальных поражениях мозга). М., 1972.
- Нейропсихологическая реабилитация больных: Речь и интеллектуальная деятельность. Учебное пособие. М., 1985.
- Нейропсихология и восстановление высших психических функций. М., 1990.
- Цветкова Л. С. Восстановительное обучение при локальных поражениях мозга. — М.: МГУ, 1972.
- Цветкова Л. С. Нарушение и восстановление речи при локальных поражениях мозга. — М.: МГУ, 1972.
- Цветкова Л.С Проблемы афазии и восстановительного обучения. — М.: МГУ, 1975.
- Цветкова Л.С Проблемы афазии и восстановительного обучения. — М.: МГУ, 1979. Meditsinskaya psikhologiya v Rossii 13 www.mprj.ru Т. 9, № 3(44) 2017
- Цветкова Л. С. Нейропсихологическая реабилитация больных. — М.: МГУ, 1985.
- Цветкова Л. С. Мозг и интеллект: Нарушение и восстановление интеллектуальной деятельности. — М.: Просвещение, 1995. — 304 p.
- Цветкова Л. С. Нейропсихология письма, чтения и счета: нарушение и восстановление. — М., 1997.
- Цветкова Л.С Афазиология: современные проблемы и пути их решения. — М.: МПСИ, 2011.
- Цветкова Л. С., Пирцхалайшвили Т. М. Роль зрительного образа в формировании речи у детей с различными формами речевой патологии // Дефектология. — 1975. — № 5. — С. 11-17.
- Шипкова К. М. Цветкова Л. С. Ошибки запоминания у больных с афазией // Вестник МГУ. Серия 14. Психология. — 1993. — № 3. — С. 34-42.
- Цветкова Л. С., Сергиенко А. А. Системное формирование мнестических процессов у детей в специально организованной деятельности // Мир психологии. — 2009. — № 2(58). — С. 123—131.
- Цветкова Л. С., Торчуа Н. Г. Афазия и восприятие. — М.: Изд-во «Институт практической психологии»; Воронеж: НПО МОДЭК. — 1997. — 176 с.
- Цветкова Л. С., Цветков А. В., Говердовская И. А. Нарушения познавательных процессов при поражении белого вещества: реальна ли «проводниковая афазия»? // Инновационная наука. — 2015. — № 10-2. — С. 234—240.
- Цветкова Л. С., Цветков А. В., Говердовская И. А. Подкорковая афазия: pro et contra // В мире научных открытий. — Красноярск: Научно-инновационный центр, 2015. — № 9.3(69). — С. 1020—1031.

## Награды и звания
- Доктор психологических наук (1970)
- Бронзовая медаль ВДНХ (1972)
- Лауреат Ломоносовской премии МГУ (1973)
- Профессор по кафедре нейро- и патопсихологии факультета психологии МГУ (1976)
- Вице-президент Международной Ассоциации музыкотерапии речи (1986)
- Член Международного общества нейропсихологов (1990)
- Член Академии педагогических и социальных наук (1996)
- Заслуженный профессор МГУ (1999)
- Медаль почетного профессора университета 1979 г. Хельсинки (Финляндия).
- Почетный диплом губернатора штата Пуэбла (Мексика) за заслуги в преподавательской и научной работе, организацию и открытие магистратуры по нейропсихологии, реабилитации больных и подготовку национальных научно-преподавательских кадров в области нейропсихологии и восстановительного обучения (1996).